# Sinead O'Connor (Hollyoaks)
Sinead Louise O'Connor-Shelby (apellido de soltera: O'Connor, previamente Roscoe), es un personaje ficticio de la serie de televisión británica Hollyoaks, interpretada por la actriz Stephanie Davis del 1 de septiembre de 2010 hasta el 18 de septiembre de 2015. El 23 de octubre de 2018 Stephanie regresó a la serie y desde entonces aparece.

## Biografía
En el 2011 Sinead conoce a su madre biológica Morag, quien le revela que cuando Sinead era pequeña fue diagnosticada con leucemia y que el nacimiento de su hermano menor Finn había sido planeado para que le donara la médula ósea, ese mismo día Sinead descubre que su madre había descubierto a su padre Robert engañándola con Diane O'Connor y sintiendo que no podía manejar el estrés decidió abandonarlos, Sinead acepta sus disculpas y cuando Morag la invita a mudarse a Nueva York con ella Sinead acepta pero luego cambia de parecer por no querer herir los sentimientos de su hermano, Finn.
En el 2012 Sinead termina acostándose con Rhys Ashworth y un día después de su muerte descubre que está embarazada de él. En mayo del 2013 Sinead da a luz a su hija Katy O'Connor, en la parte trasera de un taxi con la ayuda de Esther Bloom y su hermano Finn, después de que comenzara a tener contracciones. Más tarde Sinead se asusta cuando Katy sufre de meningitis viral y la lleva al hospital donde se recupera.
Más tarde Sinead comienza a seducir a hombres para robarles su dinero sin tener que acostarse con ellos, uno de sus clientes resulta ser Frank Symes, el gerente de un equipo de fútbol quien le ofrece £200 si se acostaba con él, al inicio Sinead no acepta la oferta pero cuando Ste Hay le dice que tendría que mudarse si no pagaba su parte de la renta Sinead acepta la oferta de Frank.
Poco después acepta trabajar como traficante de drogas para Trevor Royle en su club y aunque al inicio no está segura luego se convierte en acompañante para obtener más dinero, sin embargo harta de ser trataba mal sus clientes le dice a Ste que al próximo cliente que tenga intentaría chantajearlo para obtener dinero, Ste acepta filmar la escena y Sinead se dirige a encontrarse con su próximo cliente un hombre llamado Norman a quien le quita £5,000 con tal de su silencio, sin embargo cuando Sinead va a recoger el dinero se encuentra con Trevor quien le exige decirle que había estado haciendo.
Más tarde Sinead comienza una relación con Freddie Roscoe pero pronto esta se termina cuando confronta a Freddie y este le revela que estaba enamorado de la novia de su hermano Lidnsey, lo que la deja destrozada. Más tarde Sinead se pone celosa cuando ve a Freddie abrazando a Lindsey y decide escribir una carta en donde le decía Joe que su hermano estaba enamorado de su prometida, sin embargo cuando se da cuenta de su error e intenta recuperar la carta descubre que había desaparecido, poco después Robbie le dice que él había encontrado la carta y que no diría nada si Sinead se acostaba con él por lo que ella acepta, sin embargo Robbie decide no hacerlo y le dice a Sinead que se vaya.
Poco después Freddie le propone matrimonio a Sinead y ella acepta, pero cuando Sinead cree erróneamente que Freddie tenía una aventura con Lindsey termina acostándose con Robbie, al día siguiente se da cuenta de su error y cuando Freddie se entera de lo sucedido la confronta.
En el 2014 Sinead comienza una aventura con el prometido de su madre adoptiva, Tony Hutchinson, más tarde cuando Diane se entera de lo sucedido entre ellos el día de su boda, decide irse con sus gemelos y dejar a Tony, lo que lo deja devastado. Poco después Sinead logra que Tony comience una relación con ella cuando le dice que está embarazada de él, sin embargo cuando Tony descubre evidencia médica que decía que él se había quedado infertil luego de su último tratamiento para el cáncer, la confronta y la humilla enfrente de su familia.
Poco después Sinead se da cuenta de que el verdadero padre del bebé que estaba esperando era su mejor amigo Ste, con quien se había acostado luego de emborracharse juntos después de una fiesta.